# Закон Дебая
Закон Дебая утверждает, что при низких температурах теплоёмкость твёрдого тела возрастает пропорционально кубу температуры.
Закон Дебая справедлив для диэлектриков и полупроводников при температурах, намного меньших температуры Дебая, которая является характеристикой каждого конкретного вещества. Зная температуру Дебая, теплоёмкость при постоянном объёме можно оценить по формуле
{\displaystyle C_{V}(T)={\frac {12\pi ^{4}}{5}}Nk_{B}\left({\frac {T}{\theta _{D}}}\right)^{3}},
где {\displaystyle N} — число атомов, {\displaystyle k_{B}} — постоянная Больцмана, {\displaystyle T} — температура, {\displaystyle \theta _{D}} — температура Дебая.
Теплоёмкость при постоянном давлении для твёрдых тел незначительно отличается от теплоёмкости при постоянном объёме.
Петер Дебай построил теорию теплоёмкости твёрдого тела в 1912 году, усовершенствовав модель Эйнштейна, учитывая низкочастотные колебания кристаллической решётки — акустические фононы.